# L'empleat del corridor de borsa
L'aventura de l'empleat del corridor de borsa (anglès: The Adventure of the Stockbroker's Clerk) és una de les 56 històries breus de Sherlock Holmes escrites per Sir Arthur Conan Doyle. És el quart dels dotze recollits a Les memòries de Sherlock Holmes en la majoria de les edicions britàniques del cànon, i el tercer d'onze en la majoria de les americanes (a causa de l'omissió de la "escandalosa" "Aventura de la caixa de cartró"). La història es va publicar per primera vegada al Regne Unit a The Strand Magazine el març de 1893, i als Estats Units a Harper's Weekly el mateix mes.

## Sinopsi

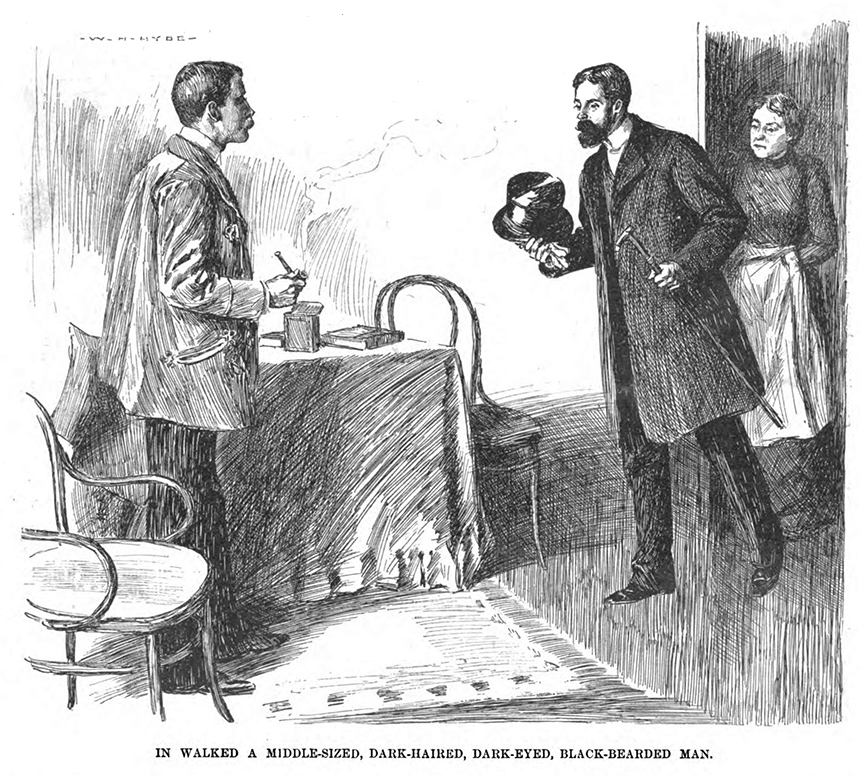
Pycroft es troba amb Arthur Pinner, il·lustració de W.H. Hyde de 1893 a Harper's Weekly

Un jove empleat, Hall Pycroft, consulta Holmes amb les seves sospites sobre una empresa que li ha ofert una feina molt ben pagada. Holmes, Watson i Pycroft viatgen amb tren fins a Birmingham, on s'ha de fer la feina inicialment, i Pycroft explica que recentment va ser acomiadat d'una casa de borsa. Finalment, va aconseguir un nou lloc amb un altre grup de corredors de borsa, Mawson i Williams, a Lombard Street a la ciutat. Abans d'assumir la feina, va ser abordat per Arthur Pinner, que li va oferir una direcció d'una empresa de distribució de maquinari de nova creació, amb seu a França.
Pycroft és enviat a Birmingham per conèixer el germà de Pinner i cofundador de la companyia, Harry Pinner. Se li ofereix un lloc molt ben remunerat amb 100 lliures per avançat, i se li demana que signi un document d'acceptació del càrrec i també se li demana que no enviï una carta de renúncia als seus actuals ocupadors. Comença immediatament les seves funcions, però li preocupa els aspectes poc professionals de l'empresa i les seves escasses oficines, així com el fet sospitós que els dos Pinners tinguin un farcit d'or distintiu a les dents al mateix lloc, cosa que suggereix que podrien estar el mateix home.
Quan el trio arriba a l'oficina, a Corporation Street, Birmingham, amb Holmes i Watson presentats com a companys de recerca de feina, Pinner està llegint un diari de Londres i està clarament en estat de xoc. Quan se'n van, intenta suïcidar-se, però Watson és capaç de reanimar-lo. Holmes conclou que la història dels germans és una invenció i que només hi ha un 'Pinner'; mancant d'homes suficients per fer convincent el seu intent d'enganyar a Pycroft, Pinner havia intentat fer-se passar pel seu germà per inventar els números amb l'esperança que Pycroft descartés les similituds entre ells com una semblança familiar. A més, dedueix que l'objectiu de l'exercici era obtenir un exemple de l'escriptura de Pycroft perquè es pogués emprar un Pycroft "fals" a Mawsons (per això li van demanar que no renunciés oficialment al seu càrrec). Mawsons guardava una gran quantitat de valors valuosos,
Pel diari s'assabenten que Mawson i Williams han patit un intent de robatori, però que el criminal havia estat capturat, tot i que el vigilant del cap de setmana ha estat assassinat. Beddington, el falsificador i crackman, era el malcriat, es feia passar per Pycroft, i el seu germà es feia passar per Pinner. Es van agafar bons ferroviaris nord-americans per valor de prop de 100.000 lliures esterlines, juntament amb una gran quantitat de lletres i títols a mines i altres empreses, però la policia els va recuperar del lladre.
Quan la policia està cridada per arrestar 'Pinner', Holmes observa que "la naturalesa humana és una barreja estranya, Watson. Veus que fins i tot un dolent i un assassí poden inspirar-li tant afecte que el seu germà es suïcida quan s'assabenta que el seu coll està perdut".

## Comentari
La trama d'aquesta història recorda la de "L'aventura de la lliga dels Pèl-rojos", perquè també implica un elaborat engany dissenyat per treure una persona incòmode de l'escena durant un temps perquè es pugui cometre un crim. El mateix paral·lelisme es pot veure a "L'aventura dels tres Garridebs". Tanmateix, a diferència d'aquests altres dos casos, la "persona incòmoda" en aquest cas demostra prou perspicaç com per adonar-se almenys d'alguna de l'engany per si mateix, mentre que els altres casos veuen que Holmes és portat per investigar més perifèrics. qüestions.
Val a dir que Holmes no està implicat en la detenció del lladre, que ja ha estat detingut, però és capaç de lliurar el còmplice a la policia.

## Historial de publicacions
"The Adventure of the Stockbroker's Clerk" es va publicar al Regne Unit a The Strand Magazine el març de 1893. També es va publicar als Estats Units a Harper's Weekly l'11 de març de 1893 i a l'edició nord-americana de The Strand Magazine l'abril de 1893. La història es va publicar amb set il·lustracions de Sidney Paget a Strand, i amb una il·lustració de W. H. Hyde a Harper's Weekly. Va ser inclòs a in The Memoirs of Sherlock Holmes, que es va publicar el desembre de 1893 al Regne Unit i el febrer de 1894 als Estats Units.

## Adaptacions

### Cinema i televisió
La història va ser adaptada com a curtmetratge com a part de la sèrie de pel·lícules Stoll. La pel·lícula es va estrenar l'any 1922. Va comptar amb Eille Norwood com a Holmes i Hubert Willis com a Watson, amb Olaf Hytten com a Pycroft i Aubrey Fitzgerald com a Pinner.
El 2018, la història es va adaptar de manera lliure com "Lily of the Valley", un episodi de la sèrie HBO Asia/Hulu Miss Sherlock. En aquesta versió, la falsa oferta de feina és per a un lloc de recerca en una important empresa farmacèutica.

### Ràdio
Edith Meiser va adaptar la història com a episodi de la sèrie de ràdio The Adventures of Sherlock Holmes que es va emetre l'1 de desembre de 1930, amb Richard Gordon com Sherlock Holmes i Leigh Lovell com el Dr. Watson. Un remake del guió es va emetre l'11 de juliol de 1936 (amb Gordon com a Holmes i Harry West com a Watson).
Edith Meiser també va adaptar la història com a episodi de la sèrie de ràdio The New Adventures of Sherlock Holmes amb Basil Rathbone com Holmes i Nigel Bruce com Watson. L'episodi es va emetre el 9 de novembre de 1941.
Una adaptació de ràdio del BBC Light Program de 1960, dramatitzada per Michael Hardwick, es va emetre com a part de la sèrie de ràdio 1952–1969 protagonitzada per Carleton Hobbs com Holmes i Norman Shelley com Watson. El repartiment també incloïa Desmond Carrington com a Pycroft i Hugh Manning com a Pinner.
"The Stockbroker's Clerk" va ser dramatitzat per Denys Hawthorne per a BBC Radio 4 el 1992, com a part de la sèrie de ràdio 1989–1998 protagonitzada per Clive Merrison com Holmes i Michael Williams com Watson. Va comptar amb Sean Barrett com el senyor Pinner.
La història va ser adaptada com a episodi de la sèrie de ràdio The Classic Adventures of Sherlock Holmes, protagonitzada per John Patrick Lowrie com Holmes i Lawrence Albert com Watson. L'episodi es va emetre el 2015.
La història es va adaptar com a episodi de la sèrie de ràdio Sunday Suspense, protagonitzada per [Mir] com Holmes i [Deep]anjan com Watson. L'episodi es va emetre el 16/01/2022.